# Lonchophylla handleyi
Lonchophylla handleyi är en fladdermusart som beskrevs av Hill 1980. Lonchophylla handleyi ingår i släktet Lonchophylla och familjen bladnäsor. IUCN kategoriserar arten globalt som livskraftig. Inga underarter finns listade i Catalogue of Life.
Arten förekommer i södra Ecuador och norra Peru öster om Anderna. Den lever i regnskogar och vilar i grottor. Vanligen bildas små flockar vid viloplatsen. Födan utgörs främst av nektar och insekter.